# Osiedle Młodych, Białystok
"Osiedle Młodych" cũng là tên của hợp tác xã nhà ở quản lý phần lớn Rataje, Poznań.
Osiedle Młodych (có nghĩa là "Bất động sản của giới trẻ") là một trong những quận của thành phố Białystok ở Ba Lan.